# Buyantu khan
Buyantu khan eller Ayurbarwada, också känd under sitt tempelnamn Renzong, född 1285,  död 1320, var en mongolisk kejsare i den kinesiska Yuandynastin. Han föddes med namnet Ayurbarwada Borjigin, och blev kejsare 1311 efter att hans bror Külüg khan avlidit. Efter sin död 1320 efterträddes han av sin son Gegeγen khan.
Buyantu khan växte upp i Kina och fick en kinesisk utbildning till skillnad från sin företrädare och bror som fick en militär utbildning på resande fot. Buyantu Khan var en av få kejsare under Yuandynastin som kunde både läsa och prata kinesiska, och han läste bland annat buddhistiska kinesiska klassiker. Buyantu khan försökte återställa oredan i landet från det administrativa kaos efter Külüg khan och införde konfucistisk politik. Han avskedade eller avrättade många av de höga tjänstemännen som hade arbetat för hans bror. Han återanställde även många högre tjänstemän från Khubilai khans tid. Buyantu khan höjde också utbildningsnivån på tjänstemännen och införde ett nytt examinationssystem 1315. Han ersattes efter sin död 1320 av sin son Shidebala khan.

## Regeringsperioder
- Huangqing (皇庆) 1312-1313[4]
- Yanyou (延祐) 1314-1320[4]